# Thylophorops
Thylophorops es un género extinto de marsupiales didelfimorfos de la familia Didelphidae, estrechamente emparentado con los géneros de zarigüeyas modernas Philander y Didelphis. Sus fósiles proceden de la provincia de Buenos Aires en Argentina. Una de sus especies, T. lorenzinii, es el mayor representante conocido de los didélfidos, con un peso estimado entre 4,7 a 7,5 kilogramos, superior al de Didelphis virginiana.